# Elliott Coues
Samuel Elliott Coues (Portsmouth, 9 september 1842 – Baltimore, 25 december 1899) was een Amerikaanse legerarts, historicus, ornitholoog, schrijver en theosoof.

## Jeugd en opleiding
Coues werd geboren in Portsmouth (New Hampshire). In 1863 voltooide hij zijn opleiding tot arts aan de Medical School van de George Washington-universiteit (toen nog Columbian College genaamd) in Washington D.C.. In 1862/1963 diende hij als officier van gezondheid in Washington D.C. en in 1864 werd hij ten slotte praktiserend legerarts (surgeon) in de United States Army.

## Carrière

### Als arts en natuurwetenschapper
Hij publiceerde in 1872 zijn Key to North American Birds dat in 1884 en 1901 werd herzien en opnieuw werd uitgebracht. Dit werk heeft veel bijgedragen aan de Amerikaanse ornithologie en de taxonomie van de Amerikaanse avifauna. Coues was van 1873 tot 1876 een zeer gewaardeerd arts en natuuronderzoeker van de US Northern Boundary Commission en van 1876 tot 1880 onderzoekleider (secretary) bij de US Geological and Geographical Survey of the Territories, waarvoor hij ook publicaties schreef. Hij was van 1877 tot 1882 anatomiedocent aan de Medical School van het Columbian College en werd daar van 1882 tot 1887 hoogleraar in hetzelfde vak.
In 1881 verliet Coues het leger om zich volledig te kunnen concentreren op het wetenschappelijk onderzoek. Hij was de medeoprichter van de American Ornithologists' Union (AOU) en was redacteur van het wetenschappelijke tijdschrift The Auk van de AOU en meerdere andere ornithologische tijdschriften.
Coues beschreef 12 nieuwe Amerikaanse vogelsoorten waaronder de Chileense grote pijlstormvogel (Ardenna creatopus) en de grijze vireo (Vireo vicinior) en daarnaast nog meer dan 20 ondersoorten. De Grace' zanger (Setophaga graciae) werd in 1864 door hem ontdekt in de Rocky Mountains. Spencer Fullerton Baird maakte de geldige beschrijving en voldeed aan Coues verzoek om de vogel te vernoemen naar zijn 18-jarige zuster Grace Darling Coues. In 1876 beschreef zijn collega legerarts bij de Amerikaanse marine, Thomas H. Streets, een soort eend op het Polynesische eiland Teraina als Coues's gadwall (huidige wetenschappelijke naam is Mareca strepera couesi, dus een ondersoort van de krakeend). Deze ondersoort is inmiddels uitgestorven, maar werd bij de ontdekking als een aparte soort opgevat.
Naast de ornithologie maakte hij zich verder verdienstelijk met zijn onderzoek naar zoogdieren. Zijn werk Fur-Bearing Animals (1877) onderscheidde zich van andere bestaande werken in nauwgezetheid en volledigheid van de soortbeschrijvingen. Soorten die toentertijd al zeldzaam waren, worden erin beschreven. In de jaren 1880 werd hij lid van de Society for Psychical Research.

### Als theosoof
In 1880 kwam Coues in contact met de theosofie en meldde zich in de zomer van 1884 aan bij de London Lodge en daarmee bij de Theosophical Society. In hetzelfde jaar stichtte hij in Washington D.C. een plaatselijk genootschap van de Theosophical Society, de Gnostic Lodge of the Theosophical Society, waarvan hij voorzitter werd.
Nadat Henry Steel Olcott, de voorzitter van de Theosophical Society, in mei 1884 een raad van toezicht (American Board of Control) voor de Amerikaanse genootschappen had ingesteld, koos deze in juli 1885 Coues als voorzitter. Coues leidde de commissie autocratisch, wat al snel weerstand opriep bij de leden. Een reeks telegrammen met warrige inhoud bereikte in 1886 meerdere vooraanstaande theosofen, waaronder ook een aansporing aan William Quan Judge, de voorzitter van de theosofische Aryan Lodge om de deuren te sluiten, niemand meer naar binnen te laten en in stilte de astrale klokken te beluisteren. Deze brieven waren ondertekend door Helena Blavatsky of leken op Mahatmabrieven, maar later bleek dat Coues de schrijver was. Olcott wilde de jaarlijkse vergadering van de raad van toezicht verschuiven naar 5 juli, om opheldering te krijgen over deze zaak. Coues wilde dat niet. Daarop kwam de commissie in 1886 zonder Coues bijeen en besloot om de raad van toezicht op te heffen en daarvoor in de plaats een Amerikaanse sectie van de Theosophical Society op te richten met William Quan Judge als General Secretary en penningmeester. Hierdoor werd Coues automatisch als voorzitter van de raad van toezicht op een dood spoor gezet.

#### Esoteric Theosophical Society of America und Gnostic Lodge
In 1887 stichtte Coues de Esoteric Theosophical Society of America en benoemde zichzelf tot voorzitter voor het leven van the Esoteric Theosophical Society of America. Aangezien hij zijn correspondentie met deze titel voorzag, voerde dit bij sommige theosofen tot de bedrieglijke veronderstelling, dat Coues de leider zou zijn van de esoterische sectie van de Theosophical Society. Blavatsky, de eigenlijke voorzitter van de esoterische sectie, maakte in een in mei 1889 gedateerd schrijven duidelijk, dat Coues nooit en te nimmer lid van de esoterische sectie was geweest en buiten de Theosophical Society ook geen bevoegdheid had om zich voorzitter voor het leven te noemen. Of de Esoteric Theosophical Society ooit leden had en niet slechts een verzinsel was van Coues, is niet bekend. Er zijn geen bewijzen voor enige activiteit van dit genootschap buiten de persoonlijke acties van Coues. 
De door hem in 1884 opgerichte en geleide Gnostic Lodge of the Theosophical Society, ook wel bestempeld als Gnostic Theosophical Society of Washington of als Gnostic Branch bestond als onderdeel van de Theosophical Society tot 1889.
Ongeveer vanaf 1886/1987 begon de Gnostic Lodge steeds meer een verzamelpunt te worden voor ontevreden theosofen en tegenstanders van de theosofie. In 1888 en 1889 publiceerde Coues een reeks van krantenartikels die de Theosophical Society min of meer in diskrediet brachten. Naar aanleiding hiervan werd Coues in juni 1889 uit de Theosophical Society verwijderd en de stichtingsakte werd ongeldig verklaard, hetgeen automatisch leidde tot uitsluiting. Coues zelf beweerde in het tijdschrift Light van november 1889 dat hij zelf de Gnostic Lodge had opgedoekt in oktober 1886 en deze daarop als onafhankelijke genootschap heropgericht had. Nadat vanaf 1892 de bedrieglijke activiteiten van Coues beetje bij beetje bekend werden, keerden de meeste Gnostic Lodge-leden zich van hem af, waarop de organisatie werd ontbonden.

#### De Coues-Collins affaire
De Coues-Collins affaire of Coues-Collins charges begon in 1885, toen Coues een kopie van het toen nog niet gepubliceerde manuscript (Light on the Path) van de Britse theosofe en dierenbeschermster Mabel Collins las. Uit enthousiasme over deze tekst schreef Coues aan Collins een brief en vroeg haar naar de bron. Collins schreef terug dat het werk een doorgifte was van de Wijzen van Tibet (Meesters der Wijsheid). Echter, toen Collins in april 1889 uit de Theosophical Society werd geroyeerd, schreef ze aan Coues, dat haar toenmalige verklaring op aandringen van Blavatsky was gedaan om daarmee de Theosophical Society nieuw aanzien te geven.
In mei 1989 publiceerde Coues beide brieven in het tijdschrift Religio-Philosophical Journal en in latere edities nog een reeks ander belastend materiaal. Collins kreeg daardoor een reeks zenuwinzinkingen en was tot 1910 qua gezondheidstoestand volledig uitgeput. Ofschoon Collins daarna beweerde, dat alles op een misverstand berustte, was de schade niet meer te repareren. Een groot aantal brieven, opvattingen, rapporten en tegenstrijdigheden betreffende deze zaak sleepte jaren voort, maar brachten uiteindelijk geen duidelijkheid. Meerdere theosofische genootschappen bezweken onder dit schandaal en talrijke leden verlieten de Theosophical Society.

#### Beschuldigingen in deNew York Sun
Vanaf 1888 begon Coues in meerdere kranten artikelen te publiceren, waarin hij beweerde brieven te hebben ontvangen van de Wijzen uit Tibet, die hij echter direct als vervalsing en hocuspocus had herkend. Deze uitspraken stelden de door de Theosophical Society als origineel beschouwde Mahatmabrieven, die Blavatsky en Alfred Percy Sinnett zogenaamd hadden ontvangen, in een ander daglicht en brachten daarmee de gehele Theosophical Society in diskrediet. Als hoogtepunt van deze publicaties verschenen op 1 juni en 20 juli 1890 in de New York Sun 'interviews' met Coues (hij schreef zowel de vragen als de antwoorden), waarin hij Blavatsky betichtte van bedriegerij en oplichting en de gehele Theosophical Society als bedrog aanmerkte. 'Als voorbereiding had Coues zich beziggehouden met een uitgebreid 'onderzoek naar feiten' via briefwisselingen met alle vijanden van HPB. Sindsdien zouden de meeste vijandige biografen voor hun basisinformatie uit dit zogenaamde vraaggesprek putten.' Coues citeerde in het artikel van 20 juli 1890 'een passage uit een brief van wijlen D.D. Home, een bekend Engels spiritistisch medium, geschreven aan W.E. Coleman in San Francisco. Deze situeert haar in Parijs in 1857 of 1958 als een demi-monde die een verhouding had met vorst Emile de Wittgenstein, bij wie zij een mismaakte zoon had, die in 1868 in Kiev overleed'. Blavatsky diende daarom een aanklacht in wegens smaad tegen de New York Sun en Coues. Blavatsky schreef dat ze vorst Wittgenstein, een oude vriend van haar familie, 'een neef van wijlen de keizerin van Rusland', voor het laatst zag toen ze achttien was.
Nog voor een vonnis overleed Blavatsky op 8 mei 1891. Volgens Amerikaans recht werd door haar dood het onderzoek en de hele rechtsgang beëindigd. In de editie van september 1892 bracht de New York Sun een rectificatie van het in 1890 gedrukte artikel en in een redactioneel distantieerde de krant zich van de verklaringen van Coues. Coues zelf sprak zich hierover niet uit.

#### De Blavatsky-Coulomb-brieven
In december 1885 publiceerde de Society for Psychical Research het door Richard Hodgson geschreven zogenaamde Hodgson Rapport, dat Blavatsky zwaar belastte. Uit de correspondentie tussen Blavatsky en Emma Coulomb (die sinds 1882 huishoudelijke taken in de woning van Blavatsky verrichtte) zou ogenschijnlijk blijken, dat Blavatsky in hoge mate verwikkeld zou zijn in bedrog en vervalsing van de Mahatmabrieven. De handschriftdeskundige Vernon Harrison deed in 1985 onderzoek in de Hodgson Rapport-zaak. Ofschoon hij de mogelijkheid had en het conform de principes van een wetenschappelijk project noodzakelijk geweest zou zijn, maakte Hodgson geen enkele facsimile van deze brieven aan. In 1890 kocht Coues via een handelaar de Blavatsky-Coulomb-brieven van de missie van de Free Church of Scotland in Madras. De door Coues ondertekende cheque over de betaling van deze brieven is tot op heden bewaard gebleven, de brieven zelf zijn echter sindsdien verdwenen.

## Privéleven en overlijden
Na 1892 trad Coues amper nog in het openbaar in verschijning. Zijn esoterische reputatie was geruïneerd en door de incidenten in samenhang met de theosofie was ook zijn wetenschappelijke naam aangetast. Hij overleed op 25 december 1899 op 57-jarige leeftijd in Baltimore na een operatie in het Johns Hopkins Hospital.
- Bibliothèque nationale de France: cb12278137s (data)
- Gemeinsame Normdatei: 140344047
- International Standard Name Identifier: 0000 0000 8171 6481
- Library of Congress Control Number: n80022902
- Nationale Bibliotheek van Tsjechië: xx0175051
- Nationale bibliotheek van Australië: 35031491
- Nationale Bibliotheek van Israël: 987007260178905171
- Nederlandse Thesaurus van Auteursnamen: 090636902
- SNAC: w6xw4n7p
- Système universitaire de documentation: 067039383
- Museum of New Zealand Te Papa Tongarewa: 23201
- Trove: 804263
- Virtual International Authority File: 103652089
- WorldCat: E39PBJpv7bcbgBWR9xwR6bVcT3